# Відносини НДР — СРСР
Протягом усього існування Східна Німеччина і Радянський Союз підтримували тісні дипломатичні відносини. Радянський Союз був головним економічним і політичним спонсором Східної Німеччини (Німецька Демократична Республіка, НДР).

## Порівняння країн
| Загальна назва  | Східна Німеччина                 | Радянський Союз                                            |
| Офіційна назва  | Німецька Демократична Республіка | Союз Радянських Соціалістичних Республік                   |
| --------------- | -------------------------------- | ---------------------------------------------------------- |
| Емблема         |                                  |                                                            |
| Прапор          |                                  |                                                            |
| Столиця         | Східний Берлін                   | Москва                                                     |
| Найбільше місто | Східний Берлін                   | Москва                                                     |
| Населення       | 16 111 000 (1990)                | 286 730 819 (1989)                                         |
| Уряд            | Соціалістична держава            | Див. Уряд Радянського Союзу                                |
| Перший Лідер    | Отто Гротеволь                   | Володимир Ленін                                            |
| Останній лідер  | Лотар де Мезьєр                  | Михайло Горбачов                                           |
| Релігія         | Державний атеїзм                 | Державний секуляризм (де-юре), державний атеїзм (де-факто) |
| Офіційні мови   | Німецька                         | російська                                                  |

## Піднесення економіки НДР

### Сталінська доба

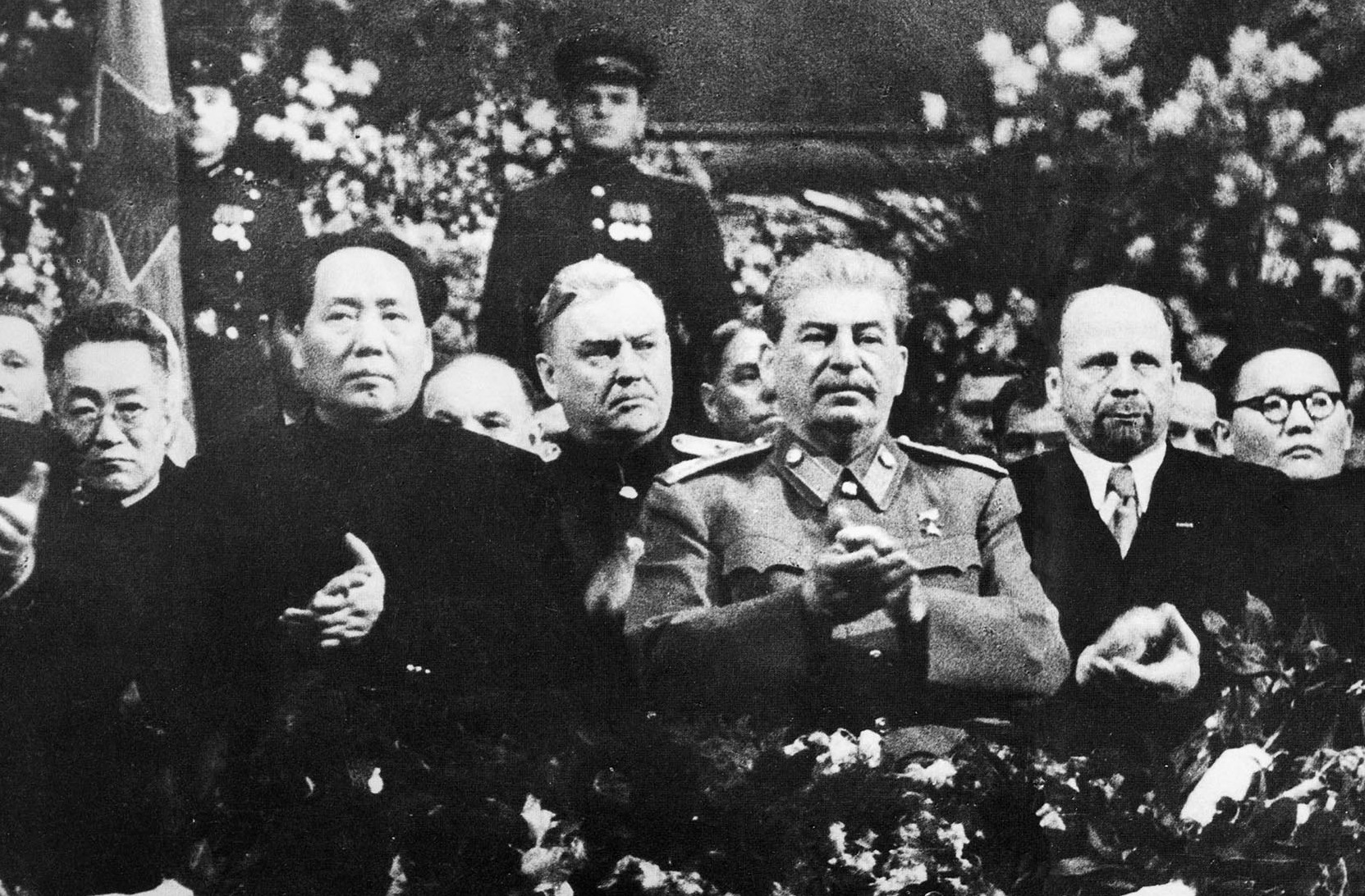
Мао, Булганін, Сталін, Ульбріхт і Цеденбал 1949

Східна Німеччина вийшла з радянської окупаційної зони як спадок Другої світової війни . Ще в 1946 році радянська влада заснувала прикордонну поліцію для охорони кордону, що виникав. Радянська влада призначила німецького комуніста Вальтера Ульбріхта, який повернувся з радянської еміграції в 1945 році, і чия група Ульбріхта мала завдання побудови нових державних структур. У квітні 1946 під впливом радянської влади було здійснено форсоване об'єднання КПД з СДПН у Соціалістичну єдину партію Німеччини (СЄПН).
Після заснування СЄПН Ульбріхт спочатку був витіснений на маргінес, але в 1948 році Сталін отримав завдання ідеологічно «очистити» нову партію. Відбулася кампанія з очищення СЄПН від впливів титоїзму та соціал-демократії, а СЄПН приєднався до моделі сталінської партії. У нагороду Ульбріхт став провідним політиком Німецької Демократичної Республіки (Східна Німеччина), заснованої 7 жовтня 1949 року.
Після того, як Аденауер відхилив пропозиції Сталіна, інтеграція Східної Німеччини в Східний блок була зміцнена, і SED оголосив про будівництво соціалізму («Aufbau des Sozialismus») у липні 1952 року. Після оголошення "загострення класової боротьби " економічна ситуація погіршилася. Підвищення норм праці невдовзі після смерті Сталіна спричинило повстання 17 червня 1953 року, яке було придушене за допомогою радянських танків, в результаті чого загинуло щонайменше 50 осіб. До 1500 осіб було засуджено до тюремного ув'язнення, червоноармійці винесли 5 смертних вироків. Апарат державної безпеки був зміцнений, і міграція на захід зросла.

### Десталінізація і Хрущов

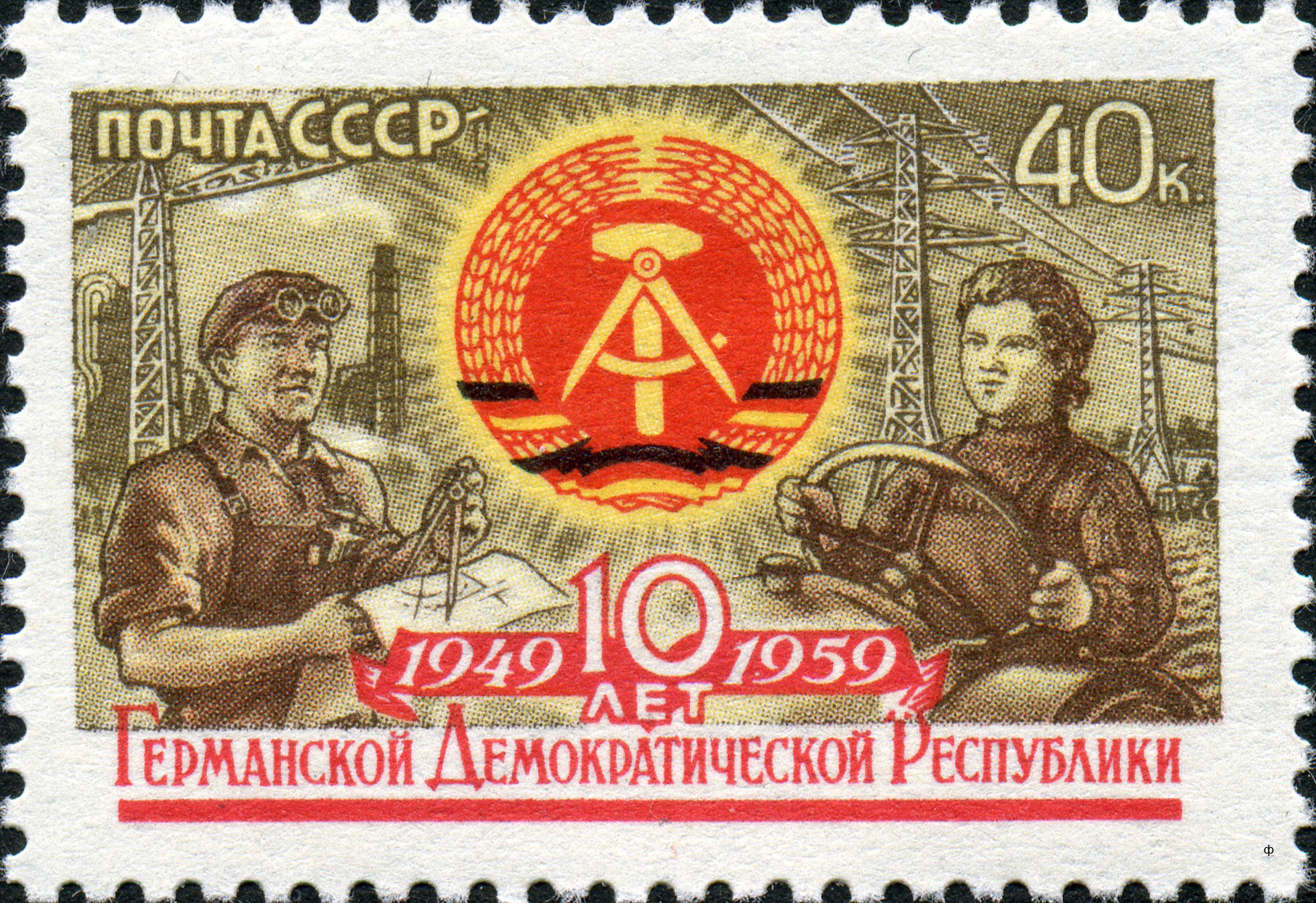
Марка Радянського Союзу 1959 року, присвячена десятій річниці Німецької Демократичної Республіки (Східна Німеччина)

У рамках десталінізації Ульбріхт тепер оголосив «німецький шлях до соціалізму», який він раніше відкидав. Проте зв'язки з Радянським Союзом залишалися тісними, і Східна Німеччина приєдналася до Варшавського договору в 1955 році з «Договором про відносини між НДР і СРСР».
Берлінська криза 1958—1959 років розпочалася в листопаді 1958 року, коли Микита Хрущов виступив із закликом до перегляду Потсдамської угоди. Унаслідок цього радянське керівництво вперше розмістило на території НДР ядерні ракети, здатні досягати Західної Європи. Одночасно друга хвиля усуспільнення виробництва спричинила масштабну колективізацію сільського господарства та посилення еміграції населення.
Як реакцію на зростання еміграції, у 1961 році влада НДР розпочала будівництво Берлінської стіни, що супроводжувалося перекриттям кордону із Західною Німеччиною. Ці заходи були спрямовані на запобігання масовій міграції населення та отримали в НДР назву «Антифашистський захисний вал». Закриття кордону ініціював Микита Хрущов у межах Берлінської кризи 1961 року, побоюючись, що подальша еміграція поставить під загрозу існування НДР. У розмові з Гансом Кроллом він заявив: «Звісно, ми закрили кордон — це була наша ініціатива. Технічно це здійснила НДР, оскільки це німецьке питання».
Проте публічно Хрущов дистанціювався від цього рішення, дозволивши Вальтеру Ульбріхту зробити офіційні заяви, адже будівництво стіни було явним свідченням слабкості НДР.
13 червня 1963 року спільне комюніке СРСР і НДР зафіксувало похвалу Ульбріхта про політику «взаємного прикладу» Хрущова таким чином, що можна було прочитати як принципову схвалення подальших радянських зусиль у цьому руслі, включаючи скорочення радянських військ на Сході. Німеччина .
У 1964 році поїздка Анастаса Мікояна 10–12 березня до Східного Берліна, нібито для святкування 70-річчя бездіяльного та хворого прем'єр-міністра Отто Гротеволья, була особливо цікавою в світлі того факту, що на ній не були присутні інші високопоставлені особи блоку в ранзі Мікояна. Здавалося, що поява Мікояна символізувала спробу Радянського Союзу заспокоїти східнонімецькі побоювання щодо певних економічних і військових питань.

### Епоха Брежнєва
Того дня, коли Хрущов від'їхав у відпустку, прем'єр-міністр Східної Німеччини Віллі Стоф несподівано відвідав Москву й розпочав інтенсивну триденну серію переговорів із Косигіним та іншими кремлівськими лідерами високого рівня. Час приїзду Стофа був нібито з метою відкриття виставки, присвяченої 15-річчю НДР.
Потім у швидкій послідовності Суслов і Брежнєв виступили з різкими заявами, запевнивши східнонімецьких лідерів щодо радянських намірів щодо Східної Німеччини. Суслов дав однозначну заяву про відсутність аншлагу в Москві того самого дня (5 жовтня), коли Брежнєва вітав у Східному Берліні Ульбріхт, який два місяці тому відмовився вітати зятя Хрущова. 6 жовтня Ульбріхт відповів досить зухвалою лекцією про межі радянського втручання у суверенітет НДР. І на цій же трибуні Брежнєв пообіцяв, що жодних «закулісних» угод, що шкодять інтересам НДР, не буде.
Михайло Суслов у своїй промові 5 жовтня на засіданні в Кремлі, присвяченому річниці НДР, зробив усе можливе, щоб заперечити можливість угоди Бонн-Москва за рахунок «суверенітету» НДР. Суслов озвучив однозначну «гарантію», що "навіть якби було запропоновано все золото світу, відносини між Москвою та Східним Берліном все одно не продаються б.

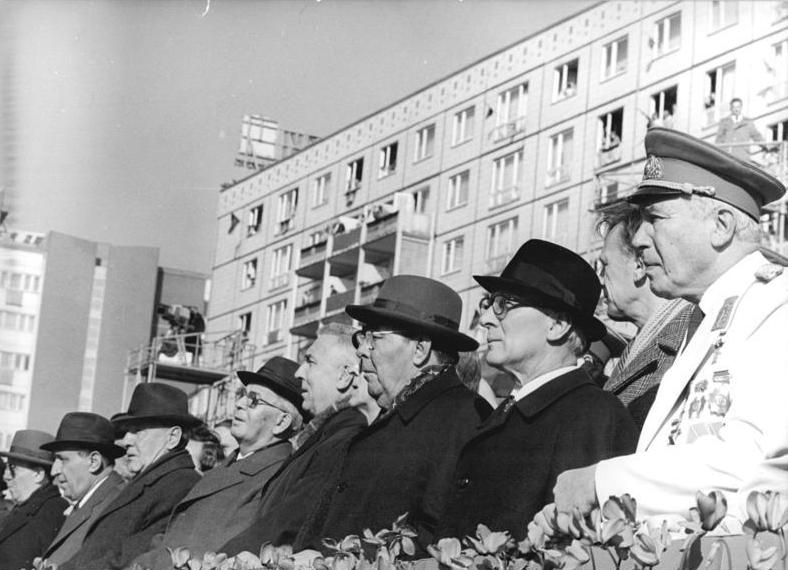
Леонід Брежнєв з Еріхом Хонеккером на 30-річчя утворення НДР (1979)

Початкова реакція НДР на усунення Хрущова та її ставлення до питання продажності була неоднозначною. З одного боку, були докази того, що усунення Хрущова принесло лідерам у Східному Берліні швидке полегшення щодо долі майбутнього Східної Німеччини. Першою офіційною реакцією НДР на кремлівський переворот, який був зареєстрований у комюніке Центрального комітету Соціалістичної єдної партії Німеччини 17 жовтня — першій заяві східноєвропейської партії щодо усунення Хрущова — було те, що договір про дружбу від червня 1964 року буде бути виконано «з честю», мабуть, маючи на увазі, що серед лідерів Східної Німеччини виникали сумніви щодо того, чи було б це з честю реалізовано до Усунення Хрущова.
Нове керівництво, можливо, відчуло, що інші більш нагальні внутрішні та зовнішні справи вимагають їхньої початкової концентрації та що будь-які великі дипломатичні дії, такі як візит у Бонн, щодо німецького питання мають бути відкладені. Зосередженість на інших зовнішніх і внутрішніх питаннях також може пояснити, частково, те, що Москва відмовилася від будь-якого елементу терміновості в новій радянській лінії мирного договору.
У квітні 1971 року до влади в НДР прийшов Еріх Хонеккер, який зміг заручитися підтримкою Леоніда Брежнєва під час його боротьби за владу з Ульбріхтом. Хонеккер дуже наслідував радянську модель, що дозволило йому покращити відносини з СРСР. У 1974 році він проголосив, що «немає практично жодної важливої сфери повсякденного життя, в якій не відображалася б дружба з Радянським Союзом».
5 жовтня 1979 року, коли Брежнєв відвідав Східну Німеччину на 30-ту річницю заснування східнонімецької держави, дві країни підписали десятирічну угоду про взаємну підтримку, згідно з якою Східна Німеччина надала кораблі, машини та хімічне обладнання Радянський Союз і Радянський Союз постачали Східній Німеччині паливо та ядерне обладнання .

### 1980-ті роки та епоха Горбачова

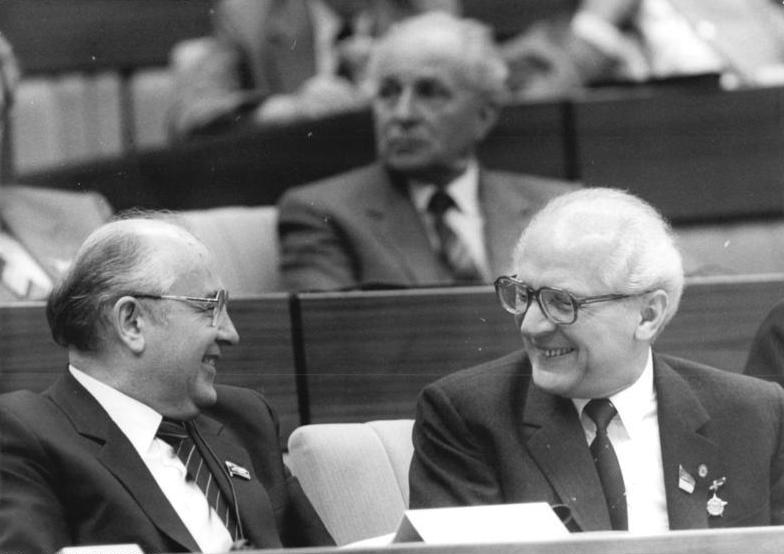
Михайло Горбачов з Еріхом Хонеккером у 1986 році

У 1981 році Радянський Союз скоротив поставки нафти, після чого Західна Німеччина запропонувала допомогу громадянам НДР. Через погану економічну ситуацію НДР була змушена прийняти пропозицію, яка не сподобалася Москві.
Після запровадження реформ під керівництвом Михайла Горбачова в середині 1980-х років Хонекер відмовився від будь-яких змін і все більше віддалявся від реальності. Прихильник жорсткої лінії Хонекер уже хотів, щоб Національна народна армія вторглася до Народної Республіки Польща в 1981 році, щоб придушити «Солідарність», а в 1988 році він оголосив «соціалізм у кольорах НДР», щоб дистанціюватися від реформаторів у Польщі. Кремль. Горбачев відвідав НДР у жовтні 1989 року на останню 40-річчя її існування, хоча процес розпаду Східного блоку вже почався. Він попереджав керівництво НДР про проведення реформ зі словами: «Якщо ми залишимося, життя нас негайно покарає». Репортер використав це, щоб побудувати відомий вислів: «життя карає тих, хто приходить надто пізно».
Перед об'єднанням Німеччини відбулися інтенсивні переговори між Горбачовим, Колем і великими західними державами. Договір про остаточне врегулювання по відношенню до Німеччини було укладено у вересні 1990 року, прокладаючи шлях для возз'єднання Німеччини 3 жовтня 1990 року .

## Економічні відносини
НДР мала тісні економічні зв'язки з Радянським Союзом через Раду Економічної Взаємодопомоги і отримувала нафту з нафтопроводу Дружби, який був побудований у 1959 році. Радянський Союз був найважливішим торгово-економічним партнером, з яким у 1981 році здійснювалося майже 38 відсотків зовнішньої торгівлі НДР Радянський Союз постачав нафту та іншу сировину до НДР, тоді як уран з НДР був дуже важливим для радянської атомної промисловості.

## Культурні відносини
НДР виникла під впливом Радянського Союзу і залишалася прив'язаною до нього протягом усього свого існування. Вплив СРСР як прикладу для наслідування та соціалістичної братської держави не обмежувався лише політикою та економікою, а й культурою. Еріх Хонеккер резюмував це, коли в 1974 році оголосив, що «практично немає жодної важливої сфери повсякденного життя, в якій не відображалася б дружба з Радянським Союзом». Російську мову в школі викладали як першу іноземну, а Товариство німецько-радянської дружби було другою за величиною масовою організацією в НДР із шістьма мільйонами членів. У НДР були поширені радянсько-російська культура, музика, кухня та медійна продукція.
Гласність і перебудова були відкинуті НДР у 1980-х роках. На завершальному етапі НДР уряд навіть піддав цензурі радянські ЗМІ, такі як Sputnik, оскільки вони почали критично висвітлювати це як частину реформ Горбачова.